# (2737) Kotka
(2737) Kotka – planetoida z pasa głównego asteroid okrążająca Słońce w ciągu 4 lat i 203 dni w średniej odległości 2,75 j.a. Została odkryta 22 lutego 1938 roku w obserwatorium w Turku przez Yrjö Väisälä. Nazwa planetoidy pochodzi od Kotki, miasta w Finlandii. Przed nadaniem nazwy planetoida nosiła oznaczenie tymczasowe (2737) 1938 DU.